# 卢赛尔体育场
路薩爾體育場（阿拉伯语：‎），或譯路萨尔體育場，也被非正式的稱作卢赛尔地标体育场或路薩爾國際体育场，是位於卡達路薩爾的足球體育場，由英国福斯特建築事務所和博普樂思设计，中国铁建与卡塔尔HBK公司联合承建，建筑面积19.5万平方米，可容納80,000位观众，是世界上跨度最大、悬挑距离最大的索网屋面单体建筑，為2022年國際足總世界盃的決賽場地。
作为卡達的地标性建筑，卢赛尔体育场的图案被印制在卡塔尔中央银行发行的第五套纸币10里亚尔面额的纸币背面。

## 简介
卢赛尔體育場位于距离卡達首都多哈北部20公里的新开发区域路薩爾，工程造价达7.67亿美元，规划者希望卢赛尔体育场能够带动卢赛尔的经济发展。体育场的外形轮廓受到阿拉伯人传统的椰枣碗和珐琅灯笼启发，纹样设计的灵感来源于伊斯兰黄金时代的家具，整体外观造型呈碗状，屋面呈马鞍形，东西高，南北低，外立面由三角形网格组成，外幕墙为金色双曲面铝板幕墙，钢结构用量约3万吨，体育场周围的停车场和服务区由太阳能板遮盖，以此为体育场和周边设施提供电力。
2016年11月，中国铁建与卡塔尔HBK公司联合体中标體育場建造工程。体育场于2017年4月11日动工，设计终稿于2018年12月正式公布。2021年9月30日，主体工程全部完工，体育场于2022年9月9日举办的卢赛尔超级杯中正式启用，是2022年國際足總世界盃比赛场馆中最后落成的场馆。
卢赛尔體育場承担包括2022年國際足總世界盃决赛在内的十场比赛。世界杯结束后，体育场将改建为容纳4万人的场地，体育场內部会开设商铺、咖啡厅、健身房、教育场所和诊所。

## 承办赛事

### 2022年世界杯足球赛
| 日期       | 球队         | 比分                                  | 球队         | 阶段        |
| ---------- | ------------ | ------------------------------------- | ------------ | ----------- |
| 2022-11-22 | 阿根廷       | 1–2                                   | 沙烏地阿拉伯 | C组         |
| 2022-11-24 | 巴西         | 2-0                                   | 塞爾維亞     | G组         |
| 2022-11-26 | 阿根廷       | 2-0                                   | 墨西哥       | C组         |
| 2022-11-29 | 葡萄牙       | 2-0                                   | 乌拉圭       | H组         |
| 2022-11-30 | 沙烏地阿拉伯 | 1–2                                   | 墨西哥       | C组         |
| 2022-12-2  | 巴西         | 0–1                                   | 喀麦隆       | G组         |
| 2022-12-6  | 葡萄牙       | 6–1                                   | 瑞士         | 1/8决赛     |
| 2022-12-9  | 阿根廷       | 2–2 (加时赛，点球4-3)                 | 荷蘭         | 1/4决赛     |
| 2022-12-13 | 阿根廷       | 3-0                                   |              | 半决赛      |
| 2022-12-18 | 阿根廷       | 3-3 (常规时间2-2，加时赛1-1，点球4-2) | 法國         | 决赛 姆巴佩 |

### 2023年亚洲杯足球赛
起初，卢塞尔体育场不在承办亚洲杯的8座球场之内，将不会举办任何一项赛事，而2023年8月22日，卡塔尔亚洲杯组委会宣布该球场成为第九座承办亚洲杯赛事的球场，将举行揭幕战以及最终决赛。